# Ko Yong-hui
Ko Yong-hui (Koreaans: 고용희; Koreaanse uitspraak: [ko̞.jo̞ŋ.βwi]) (Osaka, 26 juni 1952 - Parijs, 13 augustus 2004), ook gespeld als Ko Young-hee, was de derde partner van de voormalig Noord-Koreaanse leider Kim Jong-il en de moeder van de huidige leider van Noord-Korea, Kim Jong-un. Binnen Noord-Korea wordt ze alleen aangeduid met titels, zoals "De gerespecteerde moeder, die de meest trouwe en loyale 'onderdaan' is van de dierbare leider, kameraad opperbevelhebber", "De moeder van Pyongyang" en "De moeder van het grote Songun Korea".

## Biografie

### Japanse herkomst
Ko heeft een Japanse moeder en een Koreaanse vader en is geboren in Osaka, Japan. Ko's geboortedatum (26 juni 1952) en originele Japanse naam (Takada Hime) zijn dan ook opgenomen in Japanse officiële documenten. Haar Koreaanse vader, Ko Gyon-tek, werkte in een naaifabriek in Osaka, die werd gerund door het Japanse ministerie van oorlog. Hij was een 16e generatie afstammeling van de Joseon geleerde ambtenaar, Go Deuk-jong. Samen met haar gezin verhuisde ze in mei 1961 of 1962 naar Noord-Korea als onderdeel van een repatriëringsprogramma. Begin jaren 70 begon ze te werken als danseres voor de Mansudae Art Troupe in Pyongyang, Noord-Korea.

### Huwelijk en gezin
Men denkt dat Ko en Kim Jong-il elkaar voor het eerst ontmoetten in 1972. In 1981 kreeg Ko een zoon, Kim Jong-chul, haar eerste kind met Kim. Het was het vierde kind van Kim, na dochter Kim Hye-gyong (geboren in 1968 met als moeder Hong Il-chon), zoon Kim Jong-nam (geboren in 1971 met als moeder Song Hye-rim) en dochter Kim Sol-song (geboren 1974 met als moeder Kim Young-zoe). Het tweede kind van Kim Jong-il met Ko, de huidige Noord-Koreaanse leider Kim Jong-un, volgde één tot drie jaar na Jong-chul. Hun derde kind, is een dochter genaamd Kim Yo-jong.
Ko's jongere zus Ko Yong-suk zorgde voor haar neefje, de jonge Kim Jong-un, tijdens zijn schooltijd in Zwitserland.

### Overlijden
Op 27 augustus 2004 meldden verschillende bronnen dat Ko in Parijs was overleden aan een ongespecificeerde ziekte, waarschijnlijk aan borstkanker. Er is echter een ander rapport waarin staat dat ze in het voorjaar van 2004 in Parijs werd behandeld en is teruggevlogen naar Pyongyang, waar ze in coma raakte en in augustus 2004 overleed.
In 2012 bouwde Kim Jong-un een graf voor zijn moeder Ko op de berg Taesong in Pyongyang, Noord-Korea.

## Propaganda
Volgens het songbun kastesysteem van Noord-Korea zou Ko's Koreaans-Japanse afkomst haar tot de laagste "vijandige" klasse maken. Bovendien werkte haar vader in een naaifabriek voor het keizerlijke Japanse leger, wat haar de "laagst denkbare statuskwaliteiten" zou geven voor een Noord-Koreaan. Kim Il-sung heeft in 1972 een wet aangesteld, waarin staat dat een "staatsvijand" drie generaties lang zo mag worden bestempeld en berecht. Vele zijn al voor de daden van hun voorouders naar strafkampen gestuurd en ter dood veroordeeld. Aangezien het gaat om de grootvader van Kim Jong-un, betekent dit dat de huidige leider de derde generatie van een staatsvijand is.
Het opbouwen van een persoonlijkheidscultus rond Ko stuitte op het probleem van haar slechte songbun vanwege haar Japanse moeder, hoewel het meestal door de vader wordt doorgegeven. Het openbaar maken van haar half Japanse identiteit zou de zuivere bloedlijn van de Kim-dynastie ondermijnen en na de dood van Kim Jong-il werden haar persoonlijke gegevens, waaronder haar naam, staatsgeheimen. Ko's originele Japanse naam en andere persoonlijke details zijn niet openbaar gemaakt in Noord-Korea, en ze wordt "Moeder van Groot Songun Korea" of "Grote Moeder" genoemd.
Voorafgaand aan een interne propagandafilm die werd uitgebracht na de installatie van haar zoon Kim Jong-un, werden er drie pogingen gedaan om Ko te verheerlijken, in een stijl die lijkt op die van Kang Pan-sok, de moeder van Kim Il-sung, en Kim Jong-suk, moeder van Kim Jong-il en de eerste vrouw van Kim Il-sung. Deze eerdere pogingen tot verafgoding mislukten en werden stopgezet na de beroerte van Kim Jong-il in 2008.

## Stamboom
|                        |                        |                        |                        |                        |                        |  |  |                      |                      |                      |                      |                      |                      |  |  |                       |                       |                       |                       |                       |                       |                     |                     |                        |                        |                        |                        | Kim Bo-hyon 1871–1955   |                         |                         |                         |                         |                         |                       |                       |                        |                        |                        |                        |                           |                           |                           |                           |                           |                           |                   |                   |                       |                       |                       |                       |                       |                       |
|                        |                        |                        |                        |                        |                        |  |  |                      |                      |                      |                      |                      |                      |  |  |                       |                       |                       |                       |                       |                       |                     |                     |                        |                        |                        |                        |                         |                         |                         |                         |                         |                         |                       |                       |                        |                        |                        |                        |                           |                           |                           |                           |                           |                           |                   |                   |                       |                       |                       |                       |                       |                       |
|                        |                        |                        |                        |                        |                        |  |  |                      |                      |                      |                      |                      |                      |  |  |                       |                       |                       |                       |                       |                       |                     |                     |                        |                        |                        |                        | Kim Hyŏng-jik 1894–1926 | Kim Hyŏng-jik 1894–1926 | Kim Hyŏng-jik 1894–1926 | Kim Hyŏng-jik 1894–1926 | Kim Hyŏng-jik 1894–1926 | Kim Hyŏng-jik 1894–1926 |                       |                       | Kang Pan-sŏk 1892–1932 | Kang Pan-sŏk 1892–1932 | Kang Pan-sŏk 1892–1932 | Kang Pan-sŏk 1892–1932 | Kang Pan-sŏk 1892–1932    | Kang Pan-sŏk 1892–1932    |                           |                           |                           |                           |                   |                   |                       |                       |                       |                       |                       |                       |
|                        |                        |                        |                        |                        |                        |  |  |                      |                      |                      |                      |                      |                      |  |  |                       |                       |                       |                       |                       |                       |                     |                     |                        |                        |                        |                        | Kim Hyŏng-jik 1894–1926 | Kim Hyŏng-jik 1894–1926 | Kim Hyŏng-jik 1894–1926 | Kim Hyŏng-jik 1894–1926 | Kim Hyŏng-jik 1894–1926 | Kim Hyŏng-jik 1894–1926 |                       |                       | Kang Pan-sŏk 1892–1932 | Kang Pan-sŏk 1892–1932 | Kang Pan-sŏk 1892–1932 | Kang Pan-sŏk 1892–1932 | Kang Pan-sŏk 1892–1932    | Kang Pan-sŏk 1892–1932    |                           |                           |                           |                           |                   |                   |                       |                       |                       |                       |                       |                       |
|                        |                        |                        |                        |                        |                        |  |  |                      |                      |                      |                      |                      |                      |  |  |                       |                       |                       |                       |                       |                       |                     |                     |                        |                        |                        |                        |                         |                         |                         |                         |                         |                         |                       |                       |                        |                        |                        |                        |                           |                           |                           |                           |                           |                           |                   |                   |                       |                       |                       |                       |                       |                       |
|                        |                        |                        |                        |                        |                        |  |  |                      |                      |                      |                      |                      |                      |  |  |                       |                       |                       |                       |                       |                       |                     |                     |                        |                        |                        |                        |                         |                         |                         |                         |                         |                         |                       |                       |                        |                        |                        |                        |                           |                           |                           |                           |                           |                           |                   |                   |                       |                       |                       |                       |                       |                       |
|                        |                        |                        |                        |                        |                        |  |  |                      |                      |                      |                      |                      |                      |  |  |                       |                       |                       |                       |                       |                       |                     |                     | Kim Jong-suk 1919–1949 | Kim Jong-suk 1919–1949 | Kim Jong-suk 1919–1949 | Kim Jong-suk 1919–1949 | Kim Jong-suk 1919–1949  | Kim Jong-suk 1919–1949  |                         |                         | Kim Il-sung 1912–1994   | Kim Il-sung 1912–1994   | Kim Il-sung 1912–1994 | Kim Il-sung 1912–1994 | Kim Il-sung 1912–1994  | Kim Il-sung 1912–1994  |                        |                        | Kim Sŏng-ae 1924–2014     | Kim Sŏng-ae 1924–2014     | Kim Sŏng-ae 1924–2014     | Kim Sŏng-ae 1924–2014     | Kim Sŏng-ae 1924–2014     | Kim Sŏng-ae 1924–2014     |                   |                   | Kim Yong-ju 1920–2021 | Kim Yong-ju 1920–2021 | Kim Yong-ju 1920–2021 | Kim Yong-ju 1920–2021 | Kim Yong-ju 1920–2021 | Kim Yong-ju 1920–2021 |
|                        |                        |                        |                        |                        |                        |  |  |                      |                      |                      |                      |                      |                      |  |  |                       |                       |                       |                       |                       |                       |                     |                     | Kim Jong-suk 1919–1949 | Kim Jong-suk 1919–1949 | Kim Jong-suk 1919–1949 | Kim Jong-suk 1919–1949 | Kim Jong-suk 1919–1949  | Kim Jong-suk 1919–1949  |                         |                         | Kim Il-sung 1912–1994   | Kim Il-sung 1912–1994   | Kim Il-sung 1912–1994 | Kim Il-sung 1912–1994 | Kim Il-sung 1912–1994  | Kim Il-sung 1912–1994  |                        |                        | Kim Sŏng-ae 1924–2014     | Kim Sŏng-ae 1924–2014     | Kim Sŏng-ae 1924–2014     | Kim Sŏng-ae 1924–2014     | Kim Sŏng-ae 1924–2014     | Kim Sŏng-ae 1924–2014     |                   |                   | Kim Yong-ju 1920–2021 | Kim Yong-ju 1920–2021 | Kim Yong-ju 1920–2021 | Kim Yong-ju 1920–2021 | Kim Yong-ju 1920–2021 | Kim Yong-ju 1920–2021 |
|                        |                        |                        |                        |                        |                        |  |  |                      |                      |                      |                      |                      |                      |  |  |                       |                       |                       |                       |                       |                       |                     |                     |                        |                        |                        |                        |                         |                         |                         |                         |                         |                         |                       |                       |                        |                        |                        |                        |                           |                           |                           |                           |                           |                           |                   |                   |                       |                       |                       |                       |                       |                       |
|                        |                        |                        |                        |                        |                        |  |  |                      |                      |                      |                      |                      |                      |  |  |                       |                       |                       |                       |                       |                       |                     |                     |                        |                        |                        |                        |                         |                         |                         |                         |                         |                         |                       |                       |                        |                        |                        |                        |                           |                           |                           |                           |                           |                           |                   |                   |                       |                       |                       |                       |                       |                       |
| Song Hye-rim 1937–2002 | Song Hye-rim 1937–2002 | Song Hye-rim 1937–2002 | Song Hye-rim 1937–2002 | Song Hye-rim 1937–2002 | Song Hye-rim 1937–2002 |  |  | Kim Young-sook 1947– | Kim Young-sook 1947– | Kim Young-sook 1947– | Kim Young-sook 1947– | Kim Young-sook 1947– | Kim Young-sook 1947– |  |  | Kim Jong-il 1941–2011 | Kim Jong-il 1941–2011 | Kim Jong-il 1941–2011 | Kim Jong-il 1941–2011 | Kim Jong-il 1941–2011 | Kim Jong-il 1941–2011 |                     |                     | Ko Yong-hui 1952–2004  | Ko Yong-hui 1952–2004  | Ko Yong-hui 1952–2004  | Ko Yong-hui 1952–2004  | Ko Yong-hui 1952–2004   | Ko Yong-hui 1952–2004   |                         |                         | Kim Kyong-hui 1946–     | Kim Kyong-hui 1946–     | Kim Kyong-hui 1946–   | Kim Kyong-hui 1946–   | Kim Kyong-hui 1946–    | Kim Kyong-hui 1946–    |                        |                        | Jang Song-thaek 1946–2013 | Jang Song-thaek 1946–2013 | Jang Song-thaek 1946–2013 | Jang Song-thaek 1946–2013 | Jang Song-thaek 1946–2013 | Jang Song-thaek 1946–2013 |                   |                   | Kim Pyong-il 1954–    | Kim Pyong-il 1954–    | Kim Pyong-il 1954–    | Kim Pyong-il 1954–    | Kim Pyong-il 1954–    | Kim Pyong-il 1954–    |
| Song Hye-rim 1937–2002 | Song Hye-rim 1937–2002 | Song Hye-rim 1937–2002 | Song Hye-rim 1937–2002 | Song Hye-rim 1937–2002 | Song Hye-rim 1937–2002 |  |  | Kim Young-sook 1947– | Kim Young-sook 1947– | Kim Young-sook 1947– | Kim Young-sook 1947– | Kim Young-sook 1947– | Kim Young-sook 1947– |  |  | Kim Jong-il 1941–2011 | Kim Jong-il 1941–2011 | Kim Jong-il 1941–2011 | Kim Jong-il 1941–2011 | Kim Jong-il 1941–2011 | Kim Jong-il 1941–2011 |                     |                     | Ko Yong-hui 1952–2004  | Ko Yong-hui 1952–2004  | Ko Yong-hui 1952–2004  | Ko Yong-hui 1952–2004  | Ko Yong-hui 1952–2004   | Ko Yong-hui 1952–2004   |                         |                         | Kim Kyong-hui 1946–     | Kim Kyong-hui 1946–     | Kim Kyong-hui 1946–   | Kim Kyong-hui 1946–   | Kim Kyong-hui 1946–    | Kim Kyong-hui 1946–    |                        |                        | Jang Song-thaek 1946–2013 | Jang Song-thaek 1946–2013 | Jang Song-thaek 1946–2013 | Jang Song-thaek 1946–2013 | Jang Song-thaek 1946–2013 | Jang Song-thaek 1946–2013 |                   |                   | Kim Pyong-il 1954–    | Kim Pyong-il 1954–    | Kim Pyong-il 1954–    | Kim Pyong-il 1954–    | Kim Pyong-il 1954–    | Kim Pyong-il 1954–    |
|                        |                        |                        |                        |                        |                        |  |  |                      |                      |                      |                      |                      |                      |  |  |                       |                       |                       |                       |                       |                       |                     |                     |                        |                        |                        |                        |                         |                         |                         |                         |                         |                         |                       |                       |                        |                        |                        |                        |                           |                           |                           |                           |                           |                           |                   |                   |                       |                       |                       |                       |                       |                       |
|                        |                        |                        |                        |                        |                        |  |  |                      |                      |                      |                      |                      |                      |  |  |                       |                       |                       |                       |                       |                       |                     |                     |                        |                        |                        |                        |                         |                         |                         |                         |                         |                         |                       |                       |                        |                        |                        |                        |                           |                           |                           |                           |                           |                           |                   |                   |                       |                       |                       |                       |                       |                       |
| Kim Jong-nam 1971–2017 | Kim Jong-nam 1971–2017 | Kim Jong-nam 1971–2017 | Kim Jong-nam 1971–2017 | Kim Jong-nam 1971–2017 | Kim Jong-nam 1971–2017 |  |  | Kim Sol-song 1974–   | Kim Sol-song 1974–   | Kim Sol-song 1974–   | Kim Sol-song 1974–   | Kim Sol-song 1974–   | Kim Sol-song 1974–   |  |  |                       |                       | Kim Jong-chul 1981–   | Kim Jong-chul 1981–   | Kim Jong-chul 1981–   | Kim Jong-chul 1981–   | Kim Jong-chul 1981– | Kim Jong-chul 1981– |                        |                        | Kim Jong-un 1984–      | Kim Jong-un 1984–      | Kim Jong-un 1984–       | Kim Jong-un 1984–       | Kim Jong-un 1984–       | Kim Jong-un 1984–       |                         |                         | Ri Sol-ju ca. 1986–   | Ri Sol-ju ca. 1986–   | Ri Sol-ju ca. 1986–    | Ri Sol-ju ca. 1986–    | Ri Sol-ju ca. 1986–    | Ri Sol-ju ca. 1986–    |                           |                           | Kim Yo-jong 1987–         | Kim Yo-jong 1987–         | Kim Yo-jong 1987–         | Kim Yo-jong 1987–         | Kim Yo-jong 1987– | Kim Yo-jong 1987– |                       |                       |                       |                       |                       |                       |
| Kim Jong-nam 1971–2017 | Kim Jong-nam 1971–2017 | Kim Jong-nam 1971–2017 | Kim Jong-nam 1971–2017 | Kim Jong-nam 1971–2017 | Kim Jong-nam 1971–2017 |  |  | Kim Sol-song 1974–   | Kim Sol-song 1974–   | Kim Sol-song 1974–   | Kim Sol-song 1974–   | Kim Sol-song 1974–   | Kim Sol-song 1974–   |  |  |                       |                       | Kim Jong-chul 1981–   | Kim Jong-chul 1981–   | Kim Jong-chul 1981–   | Kim Jong-chul 1981–   | Kim Jong-chul 1981– | Kim Jong-chul 1981– |                        |                        | Kim Jong-un 1984–      | Kim Jong-un 1984–      | Kim Jong-un 1984–       | Kim Jong-un 1984–       | Kim Jong-un 1984–       | Kim Jong-un 1984–       |                         |                         | Ri Sol-ju ca. 1986–   | Ri Sol-ju ca. 1986–   | Ri Sol-ju ca. 1986–    | Ri Sol-ju ca. 1986–    | Ri Sol-ju ca. 1986–    | Ri Sol-ju ca. 1986–    |                           |                           | Kim Yo-jong 1987–         | Kim Yo-jong 1987–         | Kim Yo-jong 1987–         | Kim Yo-jong 1987–         | Kim Yo-jong 1987– | Kim Yo-jong 1987– |                       |                       |                       |                       |                       |                       |
|                        |                        |                        |                        |                        |                        |  |  |                      |                      |                      |                      |                      |                      |  |  |                       |                       |                       |                       |                       |                       |                     |                     |                        |                        |                        |                        |                         |                         |                         |                         |                         |                         |                       |                       |                        |                        |                        |                        |                           |                           |                           |                           |                           |                           |                   |                   |                       |                       |                       |                       |                       |                       |
| Kim Han-sol 1995–      | Kim Han-sol 1995–      | Kim Han-sol 1995–      | Kim Han-sol 1995–      | Kim Han-sol 1995–      | Kim Han-sol 1995–      |  |  |                      |                      |                      |                      |                      |                      |  |  |                       |                       |                       |                       |                       |                       |                     |                     |                        |                        |                        |                        |                         |                         | Kim Ju-ae ca. 2012–     | Kim Ju-ae ca. 2012–     | Kim Ju-ae ca. 2012–     | Kim Ju-ae ca. 2012–     | Kim Ju-ae ca. 2012–   | Kim Ju-ae ca. 2012–   |                        |                        |                        |                        |                           |                           |                           |                           |                           |                           |                   |                   |                       |                       |                       |                       |                       |                       |